# Марион (Арканзас)
Марион (енгл. Marion) град је у америчкој савезној држави Арканзас.

## Демографија
По попису из 2010. године број становника је 12.345, што је 3.444 (38,7%) становника више него 2000. године.
| Група             | 2000.         | 2010.         |
| Белци             | 7.399 (83,1%) | 8.299 (67,2%) |
| Афроамериканци    | 1.258 (14,1%) | 3.452 (28,0%) |
| Азијати           | 53 (0,6%)     | 180 (1,5%)    |
| Хиспаноамериканци | 128 (1,4%)    | 250 (2,0%)    |
| Укупно            | 8.901         | 12.345        |